# Ellery Queen
Ellery Queen er et fælles pseudonym for de amerikanske forfattere og fætre Manfred B. Lee (11. januar 1905 – 2. april 1971) og Frederic Dannay (20. oktober 1905 – 3. september 1982). Ellery Queen er også navnet på detektiven, der er hovedperson i mange af deres kriminalromaner.
I løbet af 42 år skrev de i alt omkring 50 kriminalromaner. Sammen med Agatha Christie og John Dickson Carr anses de for at være tre store klassiske forfattere af kriminalromaner fra genrens guldalder.
De lod også navnet Ellery Queen blive brugt som et husnavn for mange kriminalromaner skrevet af andre forfattere, blandt andre Edward Hoch og Jack Vance. Kun nogle få af disse bøger handlede imidlertid om detektiven Ellery Queen.